# أولاد سليمان (الرواشد)
أولاد سليمان هي إحدى مشيخات المملكة المغربية، تتبع جغرافيا لإقليم خريبكة وإداريًا لالرواشد. يقدر عدد سكانها بـ 16058 نسمة حسب الإحصاء الرسمي للسكان والسكنى لسنة 2004.